# Mohamed Osman Jawari
Mohamed Osman Jawari (Somali: Maxamed Cismaan Jawaari, árabe: محمد عثمان الجواري) (Afgooye, Shabeellaha Hoose, Somália, 7 de dezembro de 1945 – Mogadíscio, 28 de junho de 2024) foi um advogado somali. Foi presidente do Parlamento Federal da Somália, depois de sua vitória nas eleições para a presidência com o número de 119 votos. Também foi presidente interino da Somália entre 28 de agosto de 2012 até 16 de setembro de 2012. Jawari mudou-se para a Noruega em 1991, quando houve a eclosão da Guerra Civil. Retornou para a Somália durante a década de 2000.
Jawari fala 6 línguas: somali, árabe, italiano, inglês e norueguês.

## Antecedentes
Nascido em 1945 na cidade de Afgooye, em Shabeellaha Hoose, na Somália, em uma família do clã Rahanweyn. Sua origem vem das regiões do sul Bay e Bakool.
Jawari fez licenciatura em direito na Universidade Nacional da Somália.

## Início da carreira política
Em sua carreira política foi Ministro da carteira de transportes durante o governo presidencial na Somália de Siad Barre e Ministro do trabalho e do transporte.

## Morte
Jawari morreu aos 86 anos no dia 28 de junho de 2024.